# Албисола Супериоре
Албисола Супериоре (итал. Albisola Superiore) је насеље у Италији у округу Савона, региону Лигурија.
Према процени из 2011. у насељу је живело 9635 становника. Насеље се налази на надморској висини од 12 м.

## Становништво
Према резултатима пописа становништва 2011. у општини је живело 10.407 становника.
| 1931. | 1936. | 1951. | 1961. | 1971.  | 1981.  | 1991.  | 2001.  | 2011.  |
| ----- | ----- | ----- | ----- | ------ | ------ | ------ | ------ | ------ |
| 4.410 | 4.576 | 5.292 | 8.848 | 12.706 | 12.882 | 11.879 | 10.921 | 10.407 |